# Campionato Italiano Slalom 2006
Il Campionato Italiano Slalom (CIS) 2006 si è svolto tra il 2 aprile e il 22 ottobre 2006 in 12 gare suddivise in due gironi da 6 gare ciascuno e distribuite in dieci regioni diverse. Il titolo di campione italiano slalom è stato vinto per la prima volta da Fabio Emanuele, mentre quello di campione under 23 è stato vinto da Salvatore Tortora.

## Calendario
| Tappa | Data         | Girone | Slalom                          | Sede                 |
| ----- | ------------ | ------ | ------------------------------- | -------------------- |
| 1     | 2 aprile     | 1      | Slalom Torregrotta-Roccavaldina | Torregrotta          |
| 2     | 23 aprile    | 2      | Slalom Guspini-Arbus            | Arbus                |
| 3     | 7 maggio     | 2      | Slalom del Salviano             | Avezzano             |
| 4     | 21 maggio    | 1      | Slalom Città di Campobasso (a)  | Campobasso           |
| 5     | 11 giugno    | 1      | Slalom di Picerno               | Picerno              |
| 6     | 2 luglio     | 2      | Slalom Luino-Montegrino         | Luino                |
| 7     | 16 luglio    | 1      | Slalom Sciacca-Monte Kronio     | Sciacca              |
| 8     | 13 agosto    | 1      | Slalom di San Piero Patti       | San Piero Patti      |
| 9     | 3 settembre  | 1      | Slalom Garessio-San Bernardo    | Garessio             |
| 10    | 17 settembre | 2      | Slalom Salerno-Croce di Cava    | Cava de’ Tirreni     |
| 11    | 8 ottobre    | 2      | Slalom Lugagnano-Vernasca       | Lugagnano Val d'Arda |
| 12    | 22 ottobre   | 2      | Slalom di Alatri (b)            | Alatri               |

- (a) Gara anticipata dal 28 maggio al 21 maggio.
- (b) Gara rinviata dal 30 luglio al 22 ottobre.

## Classifica

### Sistema di punteggio
Per concorrere al titolo di campione italiano slalom 2006 il regolamento sportivo prevede la partecipazione ad almeno 3 gare di campionato. Sono considerati validi i punti ottenuti sommando i migliori 4 punteggi di ciascun girone. In ciascuna gara di campionato vengono attribuiti due punteggi cumulabili tra loro: 
- ai primi 3 classificati assoluti secondo il seguente schema[4]

| Posizione | 1ª | 2ª | 3ª |
| Punti     | 3  | 2  | 1  |

- in base alla posizione in classifica di gruppo secondo il seguente schema[4]:

| Posizione di Gruppo | 1ª | 2ª | 3ª | 4ª | 5ª | 6ª | 7ª | 8ª | 9ª | 10ª |
| Punti               | 20 | 15 | 12 | 10 | 8  | 6  | 4  | 3  | 2  | 1   |

### Classifica campionato italiano piloti
| Pos | Pilota              | Girone 1 | Girone 1 | Girone 1 | Girone 1 | Girone 1 | Girone 1 | Girone 2 | Girone 2 | Girone 2 | Girone 2 | Girone 2 | Girone 2 | Punti totali | Punti validi |
| Pos | Pilota              | TOR      | CBS      | PCN      | SCI      | SPP      | GAR      | GSP      | SLV      | LUI      | SAL      | LGG      | ALA      | Punti totali | Punti validi |
| --- | ------------------- | -------- | -------- | -------- | -------- | -------- | -------- | -------- | -------- | -------- | -------- | -------- | -------- | ------------ | ------------ |
| 1   | Fabio Emanuele      | 23       | 6        | 15       | 23       | 23       | 23       | 17       | 23       | 13       | 23       | 17       | 23       | 229          | 155          |
| 2   | Giuseppe Spoto      | 20       | 20       | 15       | 20       | 15       |          | 20       | 15       | 15       | 20       | 20       |          | 180          | 150          |
| 3   | Giacomo Benenati    | 20       | 20       | 10       | 20       | 20       |          | 20       | 20       | 10       |          |          |          | 140          | 130          |
| 4   | Luigi Vinaccia      | 17       | 23       | 12       | 17       | 17       | 17       | 23       | 17       |          | 17       | 13       | 17       | 190          | 127          |
| 5   | Luigi Sambuco       | 13       | 17       | 20       |          |          |          | 13       | 13       | 17       |          |          |          | 93           | 93           |
| 6   | Giuseppe Barillà    | 20       | 12       | 12       | 12       | 15       |          |          | 12       |          | 20       |          |          | 104          | 92           |
| 7   | Salvatore Tortora   |          |          | 1        | 10       | 10       |          |          |          | 15       | 20       | 6        | 12       | 74           | 74           |
| 8   | Antonino Mangareci  | 20       | 12       |          | 15       |          |          |          | 15       |          | 10       |          |          | 72           | 72           |
| 9   | Giombattista Motta  | 15       | 10       | 12       | 12       | 20       |          |          |          | 12       |          |          |          | 81           | 71           |
| 10  | Luigi Noviello      |          | 20       | 20       |          | 6        |          |          | 15       |          | 2        |          |          | 63           | 63           |
| 11  | Davide Piotti       |          |          |          |          |          | 12       |          |          | 23       |          | 23       |          | 58           | 58           |
| 12  | Pasquale Bentivogli |          |          |          |          | 12       | 15       |          |          | 4        |          | 12       |          | 43           | 43           |
| 13  | Eugenio Barbone     |          | 8        |          |          |          |          |          | 10       |          | 12       |          | 13       | 43           | 43           |
| 14  | Roberto Argo        |          |          |          |          |          |          |          | 20       |          |          |          | 20       | 40           | 40           |
| Pos | Pilota              | TOR      | CBS      | PCN      | SCI      | SPP      | GAR      | GSP      | SLV      | LUI      | SAL      | LGG      | ALA      | Punti totali | Punti validi |
| Pos | Pilota              | Girone 1 | Girone 1 | Girone 1 | Girone 1 | Girone 1 | Girone 1 | Girone 2 | Girone 2 | Girone 2 | Girone 2 | Girone 2 | Girone 2 | Punti totali | Punti validi |

Seguono altri 355 piloti con meno di 40 punti.